# Ґерард Босх ван Дракестейн
Ґерард Босх ван Дракестейн (нід. Gerard Bosch van Drakestein, 24 липня 1887 — 20 березня 1972) — нідерландський велогонщик.
Срібний призер Олімпійських Ігор 1928 (гіт на 1000 м), 1928 (командна гонка переслідування на 4000 м) років, бронзовий призер 1924 року в гонці на 2000 м на тандемах.